# Катастрофа Boeing 737 в Джокьякарте
Катастрофа Boeing 737 в Джокьякарте — авиационная катастрофа, приозошедшая в среду 7 марта 2007 года. Авиалайнер Boeing 737-497 авиакомпании Garuda Indonesia выполнял внутренний рейс GA200 по маршруту Джакарта—Джокьякарта, но при посадке в аэропорту Джокьякарты отскочил от взлётной полосы, снова сел на неё и у него подломилась стойка носового шасси. Прочертив носом по взлётной полосе, самолёт пронёсся через неё, выкатился за её пределы, пробил ограждение аэропорта, пересёк дорогу рядом с аэропортом, выкатился на рисовое поле и загорелся (при этом у него оторвались правое крыло и носовая часть). Из находившихся на его борту 140 человек (133 пассажира и 7 членов экипажа) погиб 21, ещё 112 получили ранения.
Катастрофа рейса 200 стала пятой потерей Boeing 737 в гражданской авиации Индонезии за 6 месяцев.

## Самолёт
Boeing 737-497 (регистрационный номер PK-GZC, заводской 25664, серийный 2393) был выпущен в 1992 году (первый полёт совершил 5 ноября). Оснащён двумя турбовентиляторными двигателями CFM International CFM56-3C1. Эксплуатировался авиакомпаниями:
- Aloha Airlines — с 13 ноября 1992 года по 23 апреля 1996 года (борт N402AL),
- Star Europe — с 23 апреля 1996 года по 28 октября 1997 года (борт F-GRSC),
- Jet Airways — с 28 октября 1997 года по 7 октября 2002 года (борт VT-JAP).

7 октября 2002 года был куплен авиакомпанией Garuda Indonesia и получил бортовой номер PK-GZC. На день катастрофы совершил 37 360 циклов «взлёт-посадка» и налетал 35 207 часов.

## Экипаж и пассажиры
Самолётом управлял опытный экипаж, состав которого был таким:
- Командир воздушного судна (КВС) — 44-летний Мухаммад М. Комар (индон. Muhammad M. Komar). Очень опытный пилот, проработал в авиакомпании Garuda Indonesia 21 год и 4 месяца (с 16 октября 1985 года). Налетал 13 421 час 9 минут, 3703 часа 59 минут из них на Boeing 737-400.
- Второй пилот — 30-летний Гагам С. Рахмана (индон. Gagam S. Rohmana). Опытный пилот, проработал в авиакомпании Garuda Indonesia 2 года и 8 месяцев (с 19 июля 2004 года). Налетал 1528 часов 40 минут, 1353 часа 55 минут из них на Boeing 737-400.

В салоне самолёта работали 5 бортпроводников.
| Гражданство      | Пассажиры | Экипаж | Всего |
| ---------------- | --------- | ------ | ----- |
| Индонезия        | 114       | 7      | 121   |
| Австралия        | 10        | 0      | 10    |
| Германия         | 5         | 0      | 5     |
| США              | 2         | 0      | 2     |
| Республика Корея | 2         | 0      | 2     |
| Всего            | 133       | 7      | 140   |

## Хронология событий
Рейс GA200 вылетел из Джакарты в 04:30 WIB и взял курс на Джокьякарту. На его борту находились 7 членов экипажа и 133 пассажира.
В 07:17, при подлёте к ВПП №09, КВС уточнил у второго пилота данные о высоте и курсе и приступил к снижению, предварительно сообщив об этом пассажирам. Командир сфокусировался на посадке самолёта, что привело его к состоянию фиксации (в таком состоянии человек фокусируется только на одной задаче и может не реагировать на окружающий мир — громкие звуки, яркий свет).
При приближении к взлётной полосе командир не среагировал на довольно громкий тревожный сигнал GPWS, из-за которого экипаж должен уйти на второй круг. Второй пилот отдал приказ выпустить закрылки на 15°, но командир не перевёл их в это положение, поскольку скорость самолёта, за которой он не следил из-за состояния фиксации, была велика для смены положения закрылков (их могло оторвать).
Сигнал тревоги («MASTER CAUTION») не прекращался, второй пилот повторил приказ, но командир не среагировал. Почему второй пилот не сообщил о недопустимости изменения положения закрылков, осталось неясным.

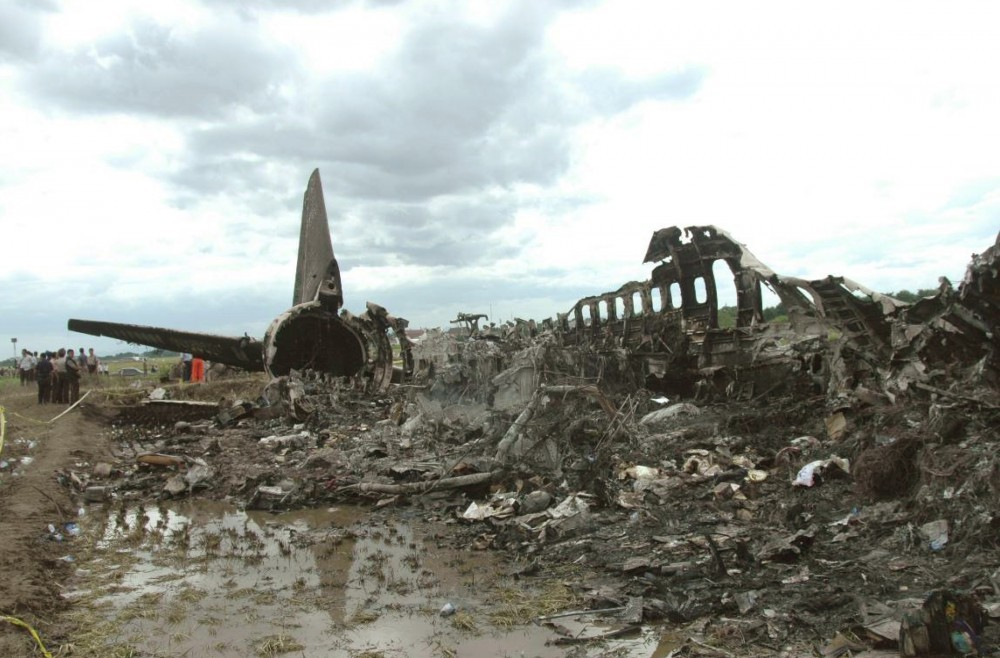
Обломки рейса 200

В 07:58 WIB при касании ВПП №09 с закрылками в неправильном положении рейс GA200 подскочил вверх и вошёл в козление, начавшееся за 240 метров до номинальной зоны приземления. При втором касании ВПП носовая стойка шасси сложилась, а реверсы тяги обоих двигателей были развёрнуты только через 4 секунды после приземления и продолжались в течение 7 секунд, но были убраны за 7 секунд до того, как лайнер выкатился за пределы ВПП. Лайнер носом прочертил всю взлётную полосу, выкатился за её пределы, пробил ограждение аэропорта, пересёк небольшую канаву и прилегавшую автодорогу, врезался в придорожную насыпь (от удара у лайнера оторвались носовая часть с кабиной пилотов и правое крыло, воспламенившееся при ударе; также оба двигателя повредили бетонный бордюр перед насыпью), выкатился на рисовое поле и остановился в 252 метрах после торца взлётной полосы №09. Вытекшее из пробитых баков авиатопливо воспламенилось.
Пожарные машины аэропорта Джокьякарты не смогли добраться до места катастрофы через пробитое ограждение из-за канавы, автодороги и насыпи. В итоге первые пожарные прибыли на место катастрофы только через 45 минут. Кроме того, пожарные не смогли нанести достаточное количество пены для тушения огня, поскольку шланг, который они перетаскивали через дорогу, оказался пробит спасательными машинами и другими транспортными средствами, а также пробитым ограждением аэропорта. Пожар в итоге был потушен через 2 часа и 10 минут после катастрофы, лайнер полностью сгорел (относительно уцелели только хвостовая часть, левое крыло и оба двигателя). В катастрофе погиб 21 человек (1 бортпроводник и 20 пассажиров), ещё 112 получили ранения различной степени тяжести.

## Расследование

### Отчёт NTSC
Расследование причин катастрофы рейса GA200 проводил Национальный комитет по безопасности на транспорте (NTSC).
Окончательный отчёт расследования был опубликован 22 октября 2007 года.
Согласно отчёту, реверс тяги двигателя №2 (правого) использовался для предыдущих 27 секторов, но условие отказа реверса двигателя №1 (левого) было сброшено инженерами перед вылетом рейса 200, и оба были развернуты во время посадки в Джокьякарте. Погода была спокойной. Также было отмечено, что аэропорт Джокьякарты не соответствовал международным стандартам безопасности, имея сток ВПП 90 метров.
Ключевой вывод NTSC заключается в том, что КВС управлял самолётом при чрезмерно крутом снижении и высокой скорости полёта 446 км/ч, а не при нормальных 261 км/ч во время захода на посадку и приземления, что привело к нестабильному полёту. Внимание командира было зациклено на посадке с первого захода, и он игнорировал предупреждения второго пилота и его рекомендации об уходе на второй круг, а также сигналы GPWS «SINK RATE!» и «WHOOP! WHOOP! PULL UP!». Второй пилот не смог взять лайнер под контроль в этих обстоятельствах, предположительно, из-за плохой подготовки. Закрылки не были выпущены полностью до 40° и даже не до 15°, а только на 5° (второй пилот знал, что это был рекомендуемый максимум для такой высокой скорости полёта, но не сообщил об этом командиру).

### Арест командира экипажа
По состоянию на 1 марта 2007 года, авиакомпания Garuda Indonesia внедрила новый стимул по повышению эффективности использования авиатоплива, который предусматривал премию по окладу, если расход авиатоплива на рейс был ниже номинального. Во время допроса следователями NTSC КВС отрицал, что это обстоятельство повлияло на его решение не прерывать посадку.
4 февраля 2008 года командир экипажа рейса 200 Мухаммад Комар был арестован, на него было заведено уголовное дело и предъявлены обвинения в убийстве. Ему грозило пожизненное лишение свободы в случае, если суд доказал бы намеренность его действий, из-за которых произошла катастрофа, но в случае признания его действий непреднамеренными ему грозило до 7 лет лишения свободы. Второй пилот в показаниях заявил, что предложил КВС уйти на второй круг, но тот не отреагировал. 6 апреля 2009 года Мухаммад Комар был признан виновным в халатности и приговорён к 2 годам лишения свободы.
Адвокаты пытались опротестовать приговор суда на основе Конвенции ИКАО, по которой отчёт по расследованию причин авиакатастрофы не может быть использован для доказательства вины тех или иных лиц. Ассоциация пилотов Garuda Indonesia и Федерация лётчиков Индонезии пригрозили устроить забастовку в знак протеста против приговора.
29 сентября 2009 года Верховный суд Индонезии снял все обвинения с командира Комара, отметив, что прокуратура не смогла убедительно доказать его вину. Позже это дело упоминалось в отчёте Американской ассоциации адвокатов.

## Последствия катастрофы
Авиакомпания Garuda Indonesia в знак уважения к 21 погибшему на рейсе 200 изменила номер рейса Джакарта—Джокьякарта с GA200 на GA202; по нему летает Boeing 737-800.

## Культурные аспекты
- Катастрофа рейса 200 показана в 15 сезоне канадского документального телесериала Расследования авиакатастроф в серии Роковая ошибка (не путать с одноимённой серией 11 сезона).
- Также подробный разбор этой катастрофы сделан в документальном фильме, показанном на телеканале «National Geographic Channel» 8 марта 2017 года. По мнению участников фильма, причиной катастрофы стало плохое качество подготовки (особенно при взлёте и посадке) и чрезвычайно низкая слаженность пилотов (безынициативность второго пилота при явных проблемах у КВС), а также (вероятно) политика топливной эффективности авиакомпании Garuda Indonesia. Позднее авиакомпания выполнила все рекомендации и повысила свою репутацию.